# Shinkichi Kikuchi
Shinkichi Kikuchi (菊池 新吉, Kikuchi Shinkichi, né le 12 avril 1967 à Tōno, dans la Préfecture d'Iwate) est un footballeur japonais des années 1990.

## Biographie
En tant que gardien de but, Shinkichi Kikuchi joua en équipe nationale à sept reprises (1994-1995) pour aucun but inscrit. Il fit partie des joueurs sélectionnés pour la Coupe des confédérations 1995, mais il ne joua aucun match. Le Japon fut éliminé au premier tour.
De 1986 à 1999, il joua à Tokyo Verdy, remportant de nombreux titres nationaux et asiatiques. Il figura deux fois de suite dans la J. League Best Eleven (1994 et 1995). Pour la saison 2000, il joua à Kawasaki Frontale, où il fut finaliste de la Coupe de la ligue japonaise. Pour sa dernière saison (2001), il revient dans son club mais il ne remporta rien.

## Palmarès
- Coupe de la Ligue japonaise de football
  - Finaliste en 2000
- Coupe du Japon de football
  - Vainqueur en 1986, en 1987 et en 1996
  - Finaliste en 1991 et en 1992
- Supercoupe du Japon de football
  - Vainqueur en 1994 et en 1995
  - Finaliste en 1997
- Championnat du Japon de football
  - Champion en 1987, en 1991, en 1992, en 1993 et en 1994
  - Vice-champion en 1990 et en 1995
- Ligue des champions de l'AFC
  - Vainqueur en 1988
- J. League Best Eleven
  - Récompensé en 1994 et en 1995